# جرف دورينته

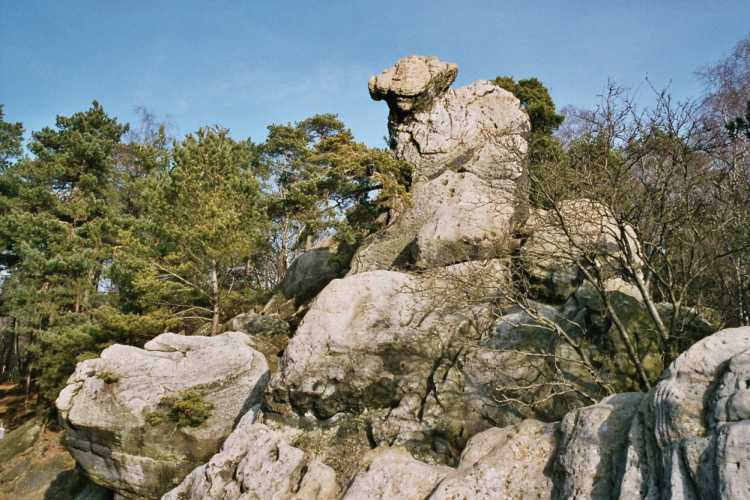
صخرة المرأة القرفصاء

جرف دورينته (بالألمانية: Dörenther Klippen) هو سلسلة من الصخور على امتداد 4 كيلومترات وبارتفاع يبلغ اقصاه 159 متراً عن مستوى سطح البحر. يمتد الجرف على السفح الجنوبي الغربي من جبال أسنينغ في قضاء شتاينفورت بولاية شمال الراين - وستفاليا الألمانية. تقع معظم منطقة الجرف داخل حدود مدينة إبنبورن فيما يقع جزء صغير في أراضي مدينة تكلنبورغ.
تبرز من بين الصخور المشكلة للجرف عدة صخور لافتة. منها صخرة «كرسي القياصرة الثلاث» في الجنوب الشرقي و«المرأة القرفصاء» في الشمال الغربي. ترتبط ببعض الصخور حكايات واساطير شعبية محلية مثل أسطورة «المرأة القرفصاء» المأساوية التي تحكي رواية أم هربت من أمواج الطوفان نحو الجرف حاملة أطفالها، وبعد أن كادت المياه تغمرهم جميعا، دعت ربها أن ينقذ أطفالها، فتراجعت الأمواج، إلا أن الأم تحجرت بعد أن أنقذ أطفالها.

## جغرافيا
يُحدد طول الجرف تقريبًا بممرين طبيعيين: في الشمال عبر ممر إبينبورن والطريق الاتحادي رقم B 219 ومنطقة دورنتي المجاورة التابعة لمدينة إبينبورن. وفي الجنوب عبر وادي بوكِه والطريق الإقليمي K 24 وخط سكة حديد جبال اوسنينغ ومنطقة برُختربك التابعة لمدينة تكلنبورغ.